# Another World (Chrome)
Another World è l'ottavo album in studio del gruppo musicale Chrome, pubblicato il 1985.

## Tracce
1. If You Come Around – 4:25
2. I Found Out Today – 5:45
3. Our Good Dreams – 4:05
4. Stranger From Another World (From Another Galaxy) – 4:40
5. Moon Glow – 7:10
6. The Sky Said – 6:15
7. Loving Lovely Lover – 6:10

## Formazione
- Damon Edge - voce, sintetizzatore, percussioni chitarra
- Fabienne Shine - voci aggiuntive
- Renaud Thorez - basso
- Patrick Imbert - batteria
- Remy Devilla - chitarra
- Olivier Caudron - sintetizzatore